# 4430 Govorukhin
4430 Govorukhin è un asteroide della fascia principale. Scoperto nel 1978, presenta un'orbita caratterizzata da un semiasse maggiore pari a 2,9934262 UA e da un'eccentricità di 0,1705928, inclinata di 12,70635° rispetto all'eclittica.